# ウィリアム・ブライ
ウィリアム・ブライ（William Bligh、1754年9月9日 – 1817年12月7日）はイギリス海軍の士官。海軍中将、王立協会会員、植民地管理者。有名な「バウンティ号の反乱」（1789年）の際、バウンティ号を率いていた人物として知られている。
反乱は彼の指揮に対して起こされた。彼をはじめとする19名は反乱者によってバウンティ号の搭載艇に乗せられ海上に送り出されたが、非凡な航海術によってティモール島まで辿り付いたことで記憶されている。「バウンティの反乱」からかなりの後、彼はオーストラリアのニューサウスウェールズ（NSW）の軍隊における不正なラム酒取引を正す命を受け、ニューサウスウェールズの総督に任命された。これは、ジョージ・ジョンストン少佐がジョン・マッカーサーと共謀して起こしたラム酒の反乱のきっかけとなった。

## 初期の経歴
コーンウォールのボドミンの近く、セント・トゥディでコーンウォール人の両親、フランシス・ブライと妻ジェーンの子として生まれた。
1761年、7歳のときに、市内に居住したままイギリス海軍と（乗組員名簿への登録を）契約した。それは、士官候補生から士官への昇進に必要な勤務期間を手っ取り早く稼がせるために当時よく行われていたことであった。1770年、16歳で軍艦「ハンター」に乗り組んだ。士官候補生の空席がなかったため、最初の資格は上級水兵であったが、翌1771年の初めには士官候補生となった。同年9月に、軍艦「クレセント」に移り、以後3年の間同艦で勤務した。
1776年、キャプテン・クックにより軍艦「レゾリューション」の航海長に選ばれ、クックの3回目の、そして最後の太平洋への航海に同年7月から同行した。クックの死後、1780年の末にイギリスに帰還し、クック最後の航海の詳細を伝えた。
1781年2月4日、26歳のときに関税徴収人の娘エリザベス・ベサムと結婚した。結婚式はマン島のオンチャンで行われたが、その数日後に、軍艦「ベル・ポール (HMS Belle Poule)」の航海長に任命された。そして同年8月には、ハイド・パーカー提督の下でドッガー・バンク海戦に海尉として参加した。それに続く18ヵ月の間、彼はいろいろな艦で勤務した。1782年にはリチャード・ハウ卿の下でジブラルタルで戦った。
アメリカ独立戦争が終結した1783年から1787年にかけて、商船の船長を務めた。1787年に、海尉の階級のままで海軍所属の武装船「バウンティ」の指揮官に選ばれた。

## 海軍での経歴
ウィリアム・ブライの海軍での経歴は、多くの職務と多くの任務から構成されている。彼が最初に受けた名を上げたのはキャプテン・クックの軍艦「レゾリューション」の航海長としてであった。ブライはクックの最後の航海を完了させたことで賞賛を受けた。彼の経歴の概要は以下の通りである。
| 日付                          | 階級                                | 乗艦                                                      |
| ----------------------------- | ----------------------------------- | --------------------------------------------------------- |
| 1761年7月1日 - 1763年2月21日  | 船長付給仕                          | 軍艦「モンマス（Monmouth）」（64門艦）                    |
| 1770年7月27日                 | 上級水兵                            | 軍艦「ハンター（Hunter）」（10門艦）                      |
| 1771年2月5日                  | 士官候補生                          | 軍艦「ハンター（Hunter）」                                |
| 1771年9月22日                 | 士官候補生                          | 軍艦「クレセント（Crescent）」（28門艦）                  |
| 1774年9月2日                  | 上級水兵                            | 軍艦「レインジャー（Ranger）」                            |
| 1775年9月3日                  | 航海士                              | 軍艦「レインジャー（Ranger）」                            |
| 1776年3月20日 - 1780年10月    | 航海長                              | 軍艦「レゾリューション（Resolution）」（12門艦）          |
| 1781年2月14日                 | 航海長                              | 軍艦「ベル・ポール（Belle Poule）」                       |
| 1781年10月5日                 | 海尉                                | 軍艦「バーウィック（Berwick）」（74門艦）                 |
| 1782年1月1日                  | 海尉                                | 軍艦「プリンセス・アミリア（Princess Amelia）」（80門艦） |
| 1782年3月20日                 | 海尉                                | 軍艦「ケンブリッジ（Cambridge ）」（80門艦）              |
| 1783年1月14日                 | 商船勤務                            | 商船勤務                                                  |
| 1785年                        | 船長代行                            | 商船「リンクス（Lynx）」                                  |
| 1786年                        | 船長                                | 商船「ブリタニア（Britannia）」                           |
| 1787年                        | イギリス海軍に復帰                  | イギリス海軍に復帰                                        |
| 1787年8月16日                 | 海尉（艦指揮官）                    | 海軍武装船「バウンティ（Bounty）」                        |
| 1790年11月14日                | 海尉艦長                            | 軍艦「ファルコン（Falcon）」（14門艦）                    |
| 1790年12月15日                | 艦長                                | 軍艦「メディア（Medea）」（28門艦）                       |
| 1791年4月16日 - 1793年        | 艦長                                | 軍艦「プロヴィデンス（Providence）」                      |
| 1795年4月16日                 | 艦長                                | 軍艦「カルカッタ（Calcutta）」（24門艦）                  |
| 1796年1月7日                  | 艦長                                | 軍艦「ディレクター（Director）」（64門艦）                |
| 1801年3月18日                 | 艦長                                | 軍艦「グラットン（Glatton）」（56門艦）                   |
| 1801年4月12日                 | 艦長                                | 軍艦「モナーク（Monarch）」（74門艦）                     |
| 1801年5月8日 - 1802年5月28日  | 艦長                                | 軍艦「イリジスタブル（Irresistible）」（74門艦）          |
| 1802年3月 - 1804年5月         | 「アミアンの和約」                  | 「アミアンの和約」                                        |
| 1804年5月2日                  | 艦長                                | 戦列艦「ウォリアー（Warrior）」（74門艦）                 |
| 1805年5月14日                 | ニューサウスウェールズ総督に任命    | ニューサウスウェールズ総督に任命                          |
| 1805年9月27日                 | 艦長                                | 軍艦「ポーパス（Porpoise）」（12門艦）                    |
| 1806年8月13日 - 1808年1月26日 | ニューサウスウェールズ総督          | ニューサウスウェールズ総督                                |
| 1808年7月31日                 | 代将                                | 軍艦「ポーパス（Porpoise）」（12門艦）                    |
| 1810年4月3日 - 1810年10月25日 | 代将                                | 軍艦「ヒンドスタン（Hindostan）」（50門艦）               |
| 1811年7月31日                 | 1810年7月31日に遡って青色少将に任命 | 1810年7月31日に遡って青色少将に任命                       |
| 1814年6月4日                  | 青色中将に任命                      | 青色中将に任命                                            |

## バウンティの航海
1787年に、ブライは王立芸術協会の特別な要請により武装船「バウンティ」を指揮することになった。彼はまずタヒチ島に赴いて「パンノキ」を採取し、その後カリブ海に向かうことになっていた。そこでは、「パンノキ」が奴隷のための食用果実として適しているかどうかを実験することになっていた。しかしタヒチを出発した直後に起きた反乱のため、「バウンティ」がカリブ海に到着することはなかった。
タヒチへの航海は困難を極めた。「バウンティ」は荒天で名高いホーン岬を回るのに1ヵ月を費やした後、最終的にそれを断念し、喜望峰経由の長い道のりを辿らざるを得なかった。その遅れはタヒチに着いてからさらに大きな遅れを招いた。パンノキが運搬できるほど十分に熟するまでにさらに5ヵ月待たなければならなかったのである。「バウンティ」は、1789年4月になってようやくタヒチを出帆した。
「バウンティ」はカッターと同等の船とみなされていたため正規の士官はブライのみであり、他はわずかな乗組員しかおらず、停泊中に敵対的な住民から艦を守ったり、艦内の保安を担当する海兵隊も乗っていなかった。睡眠時間をより長く、連続して取るために、ブライは乗組員を2直でなく3直に分け、彼の代理として航海士（上級准士官）のフレッチャー・クリスチャンを据えて直のひとつをまかせた。反乱は、帰路の1789年4月28日、クリスチャンに率いられた第3直の乗組員によって起こされた。彼らはクリスチャンの夜間当直のときに火器をもって蜂起すると、ブライを脅して船室に閉じ込めた。
反乱者の方が少数であったにもかかわらず、他の乗組員らは誰も積極的な抵抗を示さなかった。ブライは捕縛され、船は流血なしで乗っ取られてしまった。反乱者たちは、ブライと、最後まで反乱に与しなかった18名をわずか23フィート（7m）の長さしかない艦載艇に乗せ、最も近い港に行き着くまでの2、3日分の食料と水、それに4本の斬込刀（カットラス）と六分儀と懐中時計だけを与えて海に流した。海図とコンパスは渡されなかった。艦載艇の乾舷はほんの数インチだけであった。艦載艇にはブライに忠実な乗員をすべて収容することができなかったので、反乱者たちは有用な技術をもっている者4名をバウンティ艦内に残した。彼らはタヒチに着いた後で解放された。
ブライらが捨てられた位置からはタヒチは風上であり、またそこは明らかに反逆者の目的地であった（彼らは、「バウンティ」が離れていくとき、反乱者が「タヒチ万歳！（Huzzah for Otaheite!）」と叫ぶのを聞いていた）。ヨーロッパの影響の及んでいる範囲ではティモールが最も近かった。ブライらはまず、必需品を確保するためにトフア島（Tofua）に向かったが、そこで彼らは敵対的な原住民から攻撃を受け、乗組員1名が殺された。彼らには身を守る武器がなく、また他の島でも襲撃されることが予測されたため、トフア島から逃げた後は近くの島々（フィジー諸島）に立ち寄る冒険を行うことはなかった。
ブライは自らの航海術をキャプテン・クックの元で磨いており、絶対の自信を持っていた。彼の最優先の義務は、生き延びて、反逆者を追跡できるイギリスの船に、できるだけ早く反乱の知らせを伝えることだった。そして彼はティモールへの、一見不可能な3,618海里（6,701km）の航海を完遂した。ブライは驚嘆すべき航海術によってこの47日間の航海を行い、トフアで殺害された1人のほかに犠牲者を出すことなく、ティモールに到着した。皮肉なことに、この試練を生き残った男の何人かは、疫病の蔓延するオランダ領東インドのバタヴィア港でイギリスへの輸送を待っている間に病気（おそらくマラリア）で命を落とした。
今日にいたるまで、反乱の原因は議論の対象となっている。ある者は、ブライが恐ろしい暴君であり、その虐待が乗組員の一部にブライから船を奪うしかないと決意させたと考えている。また、原因は乗組員のほうにあると考える者もいる。未熟で、海の厳しさに不慣れな者たちがタヒチの島で自由と性的な享楽を味わった後、「ジャック・タール（Jack Tar）」と呼ばれる水兵の厳しい生活に戻ることを拒否したというのである。反乱者たちは性格の弱いフレッチャー・クリスチャンによって「指導され」、ブライの厳しい叱責から逃れるだけでも満足だった。この論者は、反乱者たちが船を奪ったのはタヒチでの快楽に満ちた快適な生活に戻るためであったと考えている。
「バウンティ」の航海日誌は、ブライが懲罰には控えめであったことを示している。他の艦長が鞭打ちを行ったであろうケースでは叱責処分とし、絞首刑に処したであろうケースでは鞭打ちで済ませていた。彼は教育を受けた人間であり、科学に深い興味を持っていた。そして、適切な節制と衛生とが乗組員の福祉のために必要であると確信していた。彼は乗組員の運動に大きな関心を払い、食物の質に注意し、バウンティを清潔に保つことに腐心していた。この、一面では卓越した海軍士官の欠点について、J・C・ビーグルホールはこう書いている。
大衆小説はしばしばブライを軍艦「パンドラ」の艦長エドワード・エドワーズと混同する。エドワーズは海軍の命を受けて、反逆者を見つけ、軍法会議の場に引き出すために南太平洋にやってきた。エドワーズは、どの点から見ても（ブライがしばしばそう言って非難されるような）容赦ない冷酷な男であった。彼が捕えた14名は後部甲板に置かれた18フィート（5.5 m）×11フィート（3.4 m）×5フィート8インチ（1.7 m）の木製の檻に拘束されて閉じこめられた。「パンドラ」がグレート・バリア・リーフで座礁したとき、囚人のうちの4名と乗組員31名が亡くなった。檻が沈みゆく船から放り出される前に「パンドラ」の掌帆手ウィリアム・モルターがその鍵を開けなければ、囚人は全員死んでいただろう。
1790年10月、ブライは「バウンティ」喪失に関する軍法会議で無罪となり、名誉を回復した。その後まもなく、『軍艦バウンティの反乱の物語（A Narrative of the Mutiny on board His Majesty's Ship Bounty）』が出版された。生き残った10人の囚人のうち4人は、反逆者でなく、単にブライらを乗せた搭載艇のスペースが不足したために「バウンティ」に残ったのだというブライの証言によって無罪となった。2人は、反乱に加わってはいなかったものの消極的で反乱に抵抗しなかったという理由で有罪となったが、その後、国王の恩赦を受けた。1人は有罪判決を受けたが、特殊な事情で執行を免れた。残りの3人は有罪となって絞首刑に処せられた。

## パンノキを求める2度目の航海
1791年から1793年にかけて、彼は軍艦「プロヴィデンス (HMS Providence)」のマスター・アンド・コマンダー（航海長兼艦指揮官）として、軍艦「アシスタンス」とともに、再びタヒチから西インド諸島までパンノキを輸送する命令を受けた。
この輸送は成功し、パンノキの実は今日でも西インド諸島の一般的な食物となっている。
この航海の間に、ブライはジャマイカの果物アキーのサンプルも収集し、帰国後それを王立協会に提出した。
アキーの学名「Blighia sapida」は、ブライに献名されたものである。

## その後の経歴
1797年、水兵たちが「劣悪な待遇と強制的な徴用」に対してスピットヘッドで反乱を起こしたときにはブライも艦長の一人であった。スピットヘッドでの彼らの要求のいくらかは認められたが、海軍での生活に関する議論は、一般水兵の間で続けられた。反乱はノア錨地でも発生したが、政治的な要求を打ち出したため、結局目的を達成できなかった。ブライの艦はそのときノアにあり、反乱者によって艦から退去させられるなど、直接的に係わることになった。ブライの艦「ディレクター」は反乱者から指揮権を奪還することに成功し、一人の処刑者も出さずに済んだ。
これらの反逆行為が、広範囲のかなりの数の艦船で囁かれていたにもかかわらず、ブライの特定のいかなる行動にも起因していなかったということは明記しておかなければならない。この時彼は、艦隊の兵士の間で広まっている自分のあだ名が『あのバウンティ野郎』であることを知ったのであった。
ブライは軍艦「ディレクター (HMS Director)」の艦長として、キャンパーダウンの海戦（1797年）において3隻のオランダ艦（「ハールレム（Haarlem）」、「アルクマール（Alkmaar）」、「ヴリヘイド（Vrijheid）」）と交戦したが、オランダ艦には深刻な数の死傷者が出たにもかかわらず、「ディレクター」では7人が負傷しただけであった。
ブライは、1801年4月2日のコペンハーゲンの海戦のときにはネルソン提督の指揮下にあり、56門戦列艦「グラットン（Glatton）」を指揮していた。「グラットン」は試験的にカロネード砲のみを装備していた。戦いの後、ブライは、その勝利への貢献をネルソンによって特に称賛された。彼は「グラットン」を、他の3隻の船が座礁した砂州の間を安全に航行させた。そればかりでなく、ネルソンがパーカー提督の信号「43」（戦闘停止）に気づかないふりをして、信号「16」（交戦セヨ）を掲げ続けたとき、ブライは2つの相反する信号を同時に見ることができた戦隊唯一の艦長だった。ブライはネルソンの信号の方を中継することによって、彼の後にいたすべての艦が戦い続けることを確実にした。

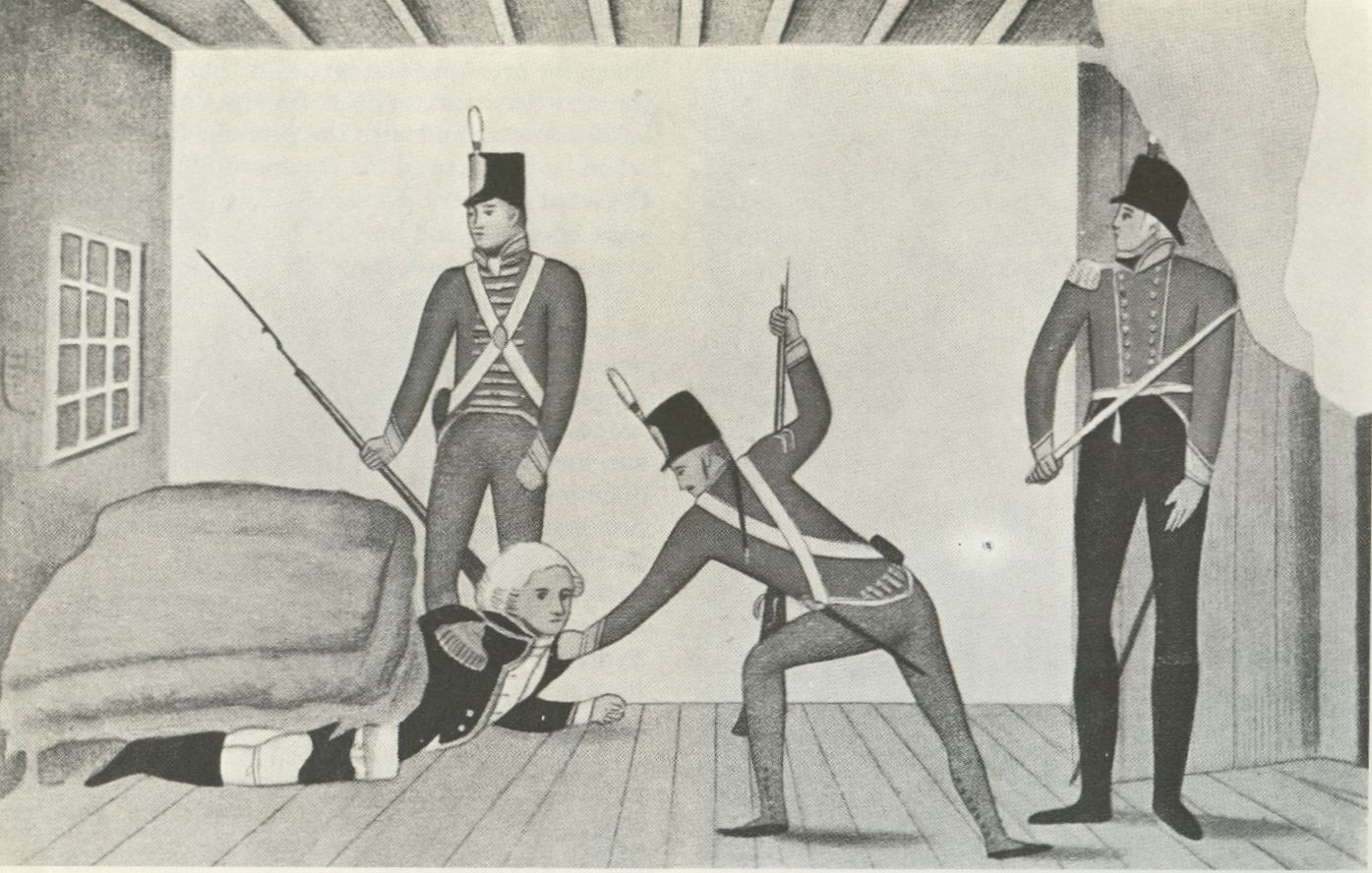
ブライの逮捕（ブライを臆病者として描いている宣伝漫画）

ブライは1805年3月にサー・ジョゼフ・バンクスからニューサウスウェールズ（オーストラリア）総督の地位を提示され、前任総督フィリップ・ギドリー・キングの2倍にあたる年額2,000ポンドの報酬で任命された。彼は1806年8月に第4代総督としてシドニーに到着した。そこで彼はまたしても反乱（「ラム酒の反乱」）に遭遇する。1808年1月26日、ジョージ・ジョンストン少佐の指揮するニューサウスウェールズ軍が政府庁舎に押し入り、彼を逮捕した。彼は軍艦「ポーパス」でホバートに渡ったが、植民地の実権奪還のための支援を受けることには失敗し、1808年から1810年1月まで船上で実質的な監禁状態に置かれた。
ブライは1810年1月17日にホバートからシドニーに戻り、ジョージ・ジョンストン少佐の軍法会議に提出する証拠を集めると、同年5月12日に軍艦「ポーパス」で出発、10月25日にイギリスに戻った。軍法会議はジョンストンに、許可なく降伏した場合などに言い渡される不名誉除隊の処分を下した。まもなく、ブライは1年遡って青色少将に昇進した。そして、1814年にはさらに青色中将に昇進した。
ブライはダブリンのリフィー河口のノース・ブル・ウォールを設計し、砂州の形成によるダブリン港の閉塞を防いだ。
ブライは1817年12月6日、ロンドンのボンドストリートで亡くなり、ランベスのセントメアリー教会（現在「庭園歴史博物館」となっている）に葬られた。コード・ストーンで作られた彼の墓石の上には、パンノキの飾りが付けられている。博物館の1ブロック東側にはブライの家の記念額が置かれている。

## トリビア
- オーストラリアのクイーンズランド州の最初の女性首相アンナ・ブライ（英語版）はウィリアム・ブライの子孫である。
- 船員への苛烈な扱いが有名となったため、英語圏では、現代でも暴君めいた者に対して「ブライのようだ」と形容することがある。例えば、アメリカの巡洋艦「カウペンス」にて、2010年、艦長のホリー・グラフ（英語版）が、部下に対する虐待などを理由に解任される事件が起こった。これを報じたタイムでは、記事の見出しに「女艦長ブライ（Female Captain Bligh）」と付けた[9]。
- ロンドンでは、ブライが1805年にニューサウスウェールズ州知事に任命されるまで過ごした邸宅が、今も残されている。この家には、1952年、フィリップ王子によってブライが住んでいたというブルー・プラークが設置されている。この家は、2020年より、約250万ポンドで売りに出されている[10]。

## 注記・出典
1. ↑  "Bligh; William (1754 - 1817)". Record (英語). The Royal Society. 2012年4月1日閲覧。
2. ↑  http://www.sttudy.org.uk/Bligh/bligh.htm
3. 1 2 3 4  当時のイギリス海軍では大将（Admiral）、中将（Vice Admiral）、少将（Rear Admiral）にはそれぞれ「〜of the Red」「〜of the White」「〜of the Blue」の3段階があり、将官の階級は元帥（Admiral of the Fleet）を含めて10段階あった。よって、青色中将（Vice Admiral of the Blue）と青色少将（Rear Admiral of the Blue）は上から7番目と10番目に位置される。
4. ↑  帆船のロープなどには防水のためにタールが染み込ませてあり、水兵の衣服や体にもそれが付着していたことによる。
5. ↑  http://www.qm.qld.gov.au/features/pandora/information/faq.asp#3
6. ↑  http://www.sl.nsw.gov.au/banks/sections/section_09.cfm
7. 1 2  http://www.kew.org/ksheets/fruits.html
8. ↑  http://www.royalnavalmuseum.org/info_sheets_william_bligh.htm
9. ↑  “The Rise and Fall of a Female Captain Bligh” (英語). タイム. (2010年3月3日) 2020年11月21日閲覧。
10. ↑  “Mutiny on the Bounty house:south London home of Captain William Bligh for sale for £2.5m” (英語). Homes & Property. (2020年8月24日) 2020年11月22日閲覧。

- Christopher Lloyd, St.Vincent & Camperdown, B.T. Batsford Ltd., London, 1963.
- Atlas of Maritime History. ISBN 0-8317-0485-3.
- G.P. Bom Hgz, D'VRIJHEID, Amsterdam, 1897.
- Gavin Kennedy, Bligh, Gerald Dockworth & Co. Ltd., 1978.

## 外部参照
- ウィリアム・ブライの作品 （インターフェイスは英語）- プロジェクト・グーテンベルク
  - 『軍艦バウンティの反乱の物語』, 1790年
  - 『南海の旅』, 1792年
- ブライの肖像 ナショナル・ポートレート・ギャラリー（ロンドン）
- ノーフォーク島
- 王立海軍博物館
- 「バウンティ号とピトケアン島の物語」
- 「ウィリアム・ブライ海軍中将の数奇な生涯、時代と旅」
- A. G. L. Shaw, 『ウィリアム・ブライ（1754 - 1817）』, Australian Dictionary of Biography, Volume 1, Melbourne University Press, 1966, pp 118-122.